# Grenade fumigène M18

Schéma et coupe transversale de la grenade fumigène colorée M18.

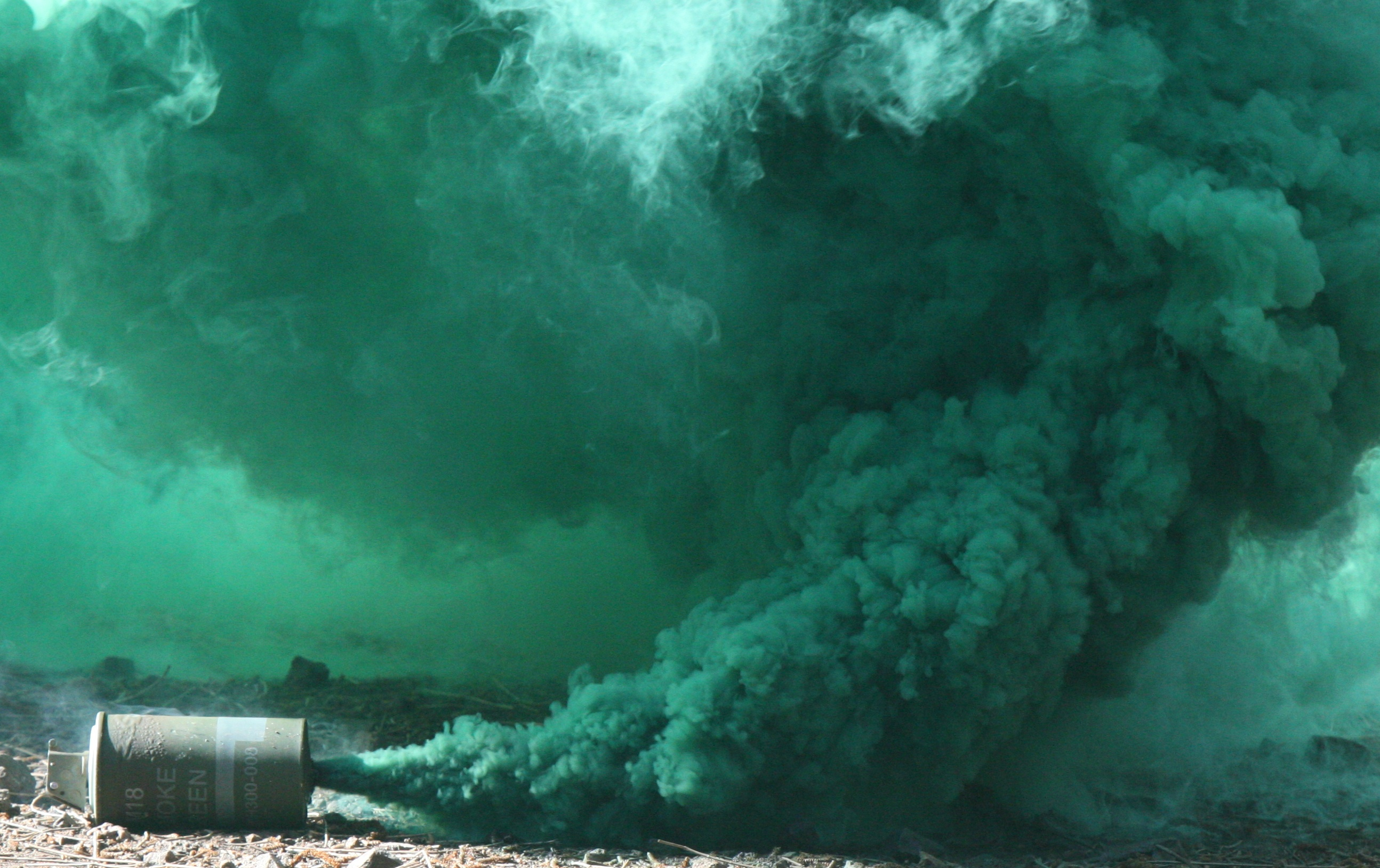
De la fumée s'échappant d'un M18 vert.

La grenade fumigène colorée M18 est une grenade de l'armée américaine utilisée comme dispositif de signalisation sol-sol ou sol-air, dispositif de marquage de cible, de zone d'atterrissage ou dispositif de dépistage pour les manœuvres d'unité.

## Histoire
La M18 a été développée en 1942 pendant la Seconde Guerre mondiale et a été achevée en novembre de la même année. Elle a été conçue pour remplacer la grenade fumigène M16, qui ne brûlait pas aussi longtemps ni aussi vivement. Désigné comme standard à l'automne 1943. Les deux ont été produites en même temps car les lignes de production M16 étaient déjà configurées lorsque la M18 a été adoptée. La M16 était disponible en rouge, orange, jaune, vert, bleu, violet et noir. La M18 devait initialement être produite dans les mêmes couleurs, y compris le blanc, mais il a été décidé de le limiter à quatre couleurs (rouge, jaune, vert et violet) pour plus de simplicité. La M16 a été de moins en moins utilisée en 1944 mais était toujours disponible lorsqu'elle a été déclarée obsolète au début des années 1990.
La grenade fumigène de couleur violette a été utilisée dans le théâtre en raison de sa couleur vive. Sa fumée était plus toxique que les autres mélanges de couleurs et a été retirée de l'inventaire après la fin de la guerre froide dans les années 1990.
La grenade fumigène de couleur verte était encore utilisée en Asie du Sud-Est car le sous-bois de la jungle était d'une couleur différente et contrastait toujours avec elle.
Lorsqu'un élément au sol a fait éclater de la fumée pour identifier son emplacement à l'avion, l'avion n'a pas été informé de la couleur, mais il lui a été demandé d'identifier la couleur qu'il a vue. Pendant la guerre du Vietnam cela a empêché le Vietcong / NVA s'il surveillait la fréquence de faire éclater de la fumée de la même couleur pour tromper l'avion. Pour plus de sécurité, les couleurs étaient parfois identifiées comme cerise (rouge), citron vert (vert), citron ou banane (jaune) ou raisin (violet).
| Grenade fumigène colorée modèle 18 | Grenade fumigène colorée modèle 18 |
| ---------------------------------- | --- |
| Couleur/Marquages :                | Corps olive terne avec une bande et des marques vert pâle, le dessus peint en rouge, jaune, vert ou violet pour indiquer la couleur de la fumée et le nom de la couleur marqué sur le côté. Pendant la Seconde Guerre mondiale, le M18 avait un corps gris clair avec une bande et des marques jaunes et le dessus était de couleur fumée. |
| Corps :                            | Cylindre en tôle d'acier avec quatre trous d'émission en haut et un en bas pour permettre le dégagement de fumée lors de l'allumage de la grenade. |
| Assemblage Fusée :                 | M201A1 Allumeur à anneau de traction. Une fusée d'allumage de type "piège à souris" avec un délai de 1,2 à 2,0 secondes. L'allumage enflamme la charge et l'expulse du corps de la grenade. |
| Remplissage :                      | 11,5 onces (326,0195159375 grammes) d'un mélange de fumée colorée. Disponible en rouge, vert, jaune ou violet. |
| Poids :                            | 19 onces (538,640939375 grammes) |
| Clip de sécurité :                 | Non. |
| Durée :                            | La grenade produit un nuage de fumée colorée pendant 50 à 90 secondes (0,85-1,5 minute). |

## Danger potentiel
Avec l' AN-M8 blanc et le M18 coloré, il y a un risque de déclencher un incendie s'il est utilisé dans un endroit sec. Les cartouches de grenades fumigènes vides restent chaudes pendant un certain temps après avoir brûlé et ne doivent pas être ramassées à mains nues.
La fumée est nocive si elle est inhalée pendant des périodes prolongées ; de nouveaux mélanges de fumée moins toxiques sont en cours de développement. Dans les espaces clos, la fumée déplace l'oxygène et peut provoquer une privation respiratoire ou d'oxygène.

## Utilisation des médias
- L'utilisation de grenades fumigènes M18 de couleur violette peut être vue lors de la scène " Purple Haze ", dans le film Apocalypse Now (1979).